# Antwerp Gipsy-Ska Orkestra
Antwerp Gipsy-Ska Orkestra is een Belgische muziekgroep uit Antwerpen. De vaste bezetting van de groep bestaat uit Gregor Engelen, Roel Poriau, Nathan Daems, Mukti Gabriels, Suki en Filip Vandebril.

## Biografie
De groep werd opgericht in 2004 en speelde haar debuutconcert in het Museum van Schone Kunsten te Antwerpen. In 2007 bracht de band met Tuttilegal de eerste cd uit; in 2011 volgde met I Lumia Mo Kher (Romani voor De wereld is mijn huis) de tweede langspeler. In 2015 volgde Kilo Gipsyska
De band musicieert zowel in het Engels, Frans, Antwerps en het Romanes.
De groep trad op tijdens Waterpop 2007, Sziget-festival 2009,  Lowlands 2011 en Zwarte Cross in 2014.

## Leden
De bandleden zijn/waren actief in verschillende andere bands. Zo waren Gregor Engelen en Mukti actief in de hardcore punkband Moss. Mukti was daarnaast tevens actief in Belgian Asociality en Tachyon, een band waar later ook Gregor Engelen en Kike lid van werden. Nadat deze band in 2003 splitte, vormde de drie samen met Suhamet Latifi Antwerp Gypsy-Ska Orchestra. Vincent Robin en Enrique Noviello speelden dan weer samen met Gregor Engelen in de Ambrassband, een fanfare die ontstond uit de Antifare. Kike en Gregor Engelen zijn tevens lid van Donkey Diesel. Daarnaast is Engelen actief met The Calypso Gigolos. Filip Vandebril was onder andere actief in Le Trio Perdu, het Klezmer-collectief On Fidldikn Manzer, Laïs en The Valerie Solanas. Roel Poriau ten slotte maakt deel uit van Think of One en Harvey Quinnt.

## Discografie[10]

### Ep
- Jolene (Gypsy Hill Remix) (2015)

### Lp
- Tuttilegal (Evil Penguin Records, 2007)
- I Lumia Mo Kher (Excelsior Recordings, 2011)
- Kilo Gipsyska[11] (Sin Cicilia vzw, 2015)
- Black Panther[12] (Sin Cicilia vzw, 2017)

## Meewerkende artiesten
- Kike Noviello
- Alfredo Bravo
- Vincent Robin